# Wojciech Świeszewski
Wojciech Świeszewski (Świeszowski) herbu Grabie – marszałek sejmiku generalnego województwa mazowieckiego w 1626 roku, podsędek warszawski w 1626 roku.
Poseł ziemi łomżyńskiej na sejm warszawski 1626 roku. Podpisał pacta conventa Władysława IV Wazy.